# 이장수 (축구인)
이장수(李章洙, 1956년 10월 15일 ~ )은 대한민국의 축구 선수 및 현 지도자이다.

## 개요
경상남도 함안군 출생으로 영남상업고등학교, 연세대학교를 졸업하였다. 특유의 카리스마와 친화력으로 하위권에서 맴돌던 충칭 리판을 리그 정상급으로 발돋음시켜 '충칭의 별'이라는 별명이 붙었다.

## 클럽 경력
1980년, 당시 신생 실업축구단이었던 새한자동차 축구단의 창단 멤버로 자신의 성인 축구 경력을 시작하였다. 1981년, 상무에 입대해 군복무를 마쳤다.
K리그 창설 원년인 1983년 유공 코끼리에서 데뷔하여, 1984년 K리그 준우승에 공헌하였다. 1986시즌이 끝난 뒤 은퇴하였다.

## 국가대표팀 경력
1979년 박대통령컵 쟁탈 국제축구대회와 1980년 올림픽 축구 지역예선 등에 출전하였다.

## 지도자 경력
은퇴 후인 1987년에 호남대학교 코치를 지냈고, 1988년에 일화 천마에 트레이너로 입단하여 활동하였다. 1992년 구단으로부터 지도력을 인정받아 일화 천마 코치로 활동하다 1996 시즌 첫 경기를 앞두고 박종환 감독이 구단과의 마찰로 사임하자, 천안 일화 천마 감독으로 승격하였다. 하지만, 그 해 시즌 종료 후 성적 부진에 따른 책임을 지고 팀에서 물러났다.
이후 1997년 브라질로 유학을 떠났고, 1998년 충칭 리판의 감독으로 부임하였다. 2000년 중국 슈퍼리그 심판들의 집중 견제와 텃세를 이유로 사직서를 제출하였으나 구단의 설득과 팬들의 성화로 인하여 나흘 만에 사임을 철회하였고, 그 해 중국 FA컵 우승컵을 들어올리면서 '충칭의 별'이라는 호칭을 얻었으며, 그 해 중화인민공화국 프로축구 최우수 감독에 올랐다. 2001년 칭다오 벨리에이트 감독으로 옮겨 활약하였고, 2002년 자신의 통산 2번째 중국 FA컵 우승을 차지하였다. 이러한 활약으로 인하여 차기 중국 축구 국가대표팀 감독 후보에 오르기도 하였으나, 2002년 12월 칭다오 벨리에이트와 1년 재계약에 합의하였다.
이후 2003년 12월 전남 드래곤즈 감독으로 선임되었고, 2004년 정규 리그 3위를 차지하는 돌풍을 일으키며 플레이오프에 진출하였으나 수원 삼성 블루윙즈와의 4강 플레이오프에서 패하여 4위로 마감하였다. 하지만 구단 내부 갈등으로 인하여 12월 전남 드래곤즈에서 해임되었고, 이 사건은 전남 드래곤즈 서포터즈인 '위너드래곤즈'에 의하여 대한민국 국가인권위원회에 진정되기도 하였다.
2004년 12월 FC 서울 감독에 취임하여, 2006년 팀의 리그컵 우승을 이끌었다. 하지만 2006년 12월 FC 서울이 외국인 감독을 영입하기로 결정하자, FC 서울에서 물러났다.
이후 다시 중화인민공화국으로 건너가 2006년 12월 베이징 궈안 감독으로 부임하여, 2007년 팀의 중국 슈퍼리그 준우승을 이끄는 등 좋은 활약을 펼쳤다. 하지만 구단 내부 갈등으로 인하여, 2009년 베이징 궈안에서 해임되었다.
그는 2010년에 광저우 헝다의 감독으로 부임했으며 팀의 지아 리그(중국 축구의 2부 리그) 우승을 이끌었다. 이후 승격 첫 해에 슈퍼리그 우승을 거두었다. 2012년 마르첼로 리피 감독이 광저우의 감독으로 부임하게 되어 팀을 2012 ACL 16강에 올려 놓고도 경질되었다.

## 경력 목록

### 클럽 경력
- 1980년 ~ 1981년  새한자동차 / 대우
- 1981년 ~ 1983년  상무 (군복무)
- 1983년 ~ 1986년  유공 코끼리

### 지도자 경력
- 1987년  호남대학교 코치
- 1988년 ~ 1991년  베갈타 센다이 코치
- 1992년 ~ 1995년  일화 천마 코치
- 1996년  천안 일화 천마 감독
- 1998년 ~ 2001년  충칭 리판 감독
- 2001년 ~ 2003년  칭다오 중넝 감독
- 2003년 ~ 2004년  전남 드래곤즈 감독
- 2004년 ~ 2006년  FC 서울 감독
- 2006년 ~ 2009년  베이징 궈안 감독
- 2010년 ~ 2012년  광저우 헝다 감독
- 2014년  청두 티옌청 감독
- 2016년 ~ 2017년  창춘 야타이 감독

## 수상 내역

### 선수
유공 코끼리
- K리그 준우승 1회 (1984년)

### 감독
충칭 리판
- 중국 FA컵 우승 1회 (2000년)

 칭다오 벨리에이트
- 중국 FA컵 우승 1회 (2002년)

 FC 서울
- 리그컵 우승 1회 (2006년)

 베이징 궈안
- 중국 슈퍼리그 준우승 1회 (2007년)

 광저우 헝다
- 중국 갑급리그 우승 1회 (2010년)

 광저우 헝다
- 중국 슈퍼리그 우승 1회 (2011년)

### 개인
- 2000년 중화인민공화국 프로축구 최우수 감독 선정

## 기타
2006년 11월 11일 성남 일화 천마와의 4강 플레이오프에서 김한윤의 슈팅이 득점으로 인정되지 않자 심판의 편파판정 의혹을 제기하였고, 이에 대한 한국프로축구연맹은 11월 23일 상벌위원회를 열어 벌금 500만원의 징계를 내렸다.